# Phloeodes plicatus
Phloeodes plicatus är en skalbaggsart som först beskrevs av Leconte 1859.  Phloeodes plicatus ingår i släktet Phloeodes och familjen barkbaggar. Inga underarter finns listade i Catalogue of Life.